# 绿水英雄
《绿水英雄》［原题： （通向金牌的转身）］，又译《绿水英雌》，是日本富士电视台1970-1971年间播出的电视剧，改编自細野美智子/津田幸夫创作的同名漫画。

## 故事
女主人公速水鮎子克服因沉船事故留下的怕水心理障碍，逐渐成为世界级的游泳高手。成名绝技“飞鱼转身”（日：とび魚（トビウオ）タ～ン）。

## 演员表
- 速水鮎子（千葉鮎子） - 梅田智子（香港譯名：夏麗娟；配音：區瑞華）
- 速水理恵（千葉理恵） - 青木英美（香港譯名：夏綠萍；配音：謝月美）
- 速水四郎 - 小泉博
- 速水佳枝 - 三矢歌子
- 黒木進介 - 水谷邦久（香港譯名：沈英傑）
- 木原光知子 - 木原光知子
- 海門政美 - 吉田未来（香港譯名：海善美）
- 聖園泉 - 森田敏子
- 水島教练 - 前田吟

## 译制工作人员
- 翻译：李文潮、郑宏
- 译制导演：王承廉
- 录音合成：李坚
- 拟音：李占文
- 主要配音演员：张慧君、周庆瑜、田洪涛、江庚辰、王江、张华、刘燕、高扬、崔新琴、阎永刚、张建栋、谭天谦
- 制片：刘之毅、孔燕军
- 制片主任：陈虎
- 北京电视台译制　1990年4月

## 主题歌
- 片头歌曲：「プールに賭けた青春」 
  - 作词：田波靖男、雨宫雄儿、作曲：渡边岳夫、编曲：竹村次郎
  - 歌：佐佐木早苗（第1話〜第38話）、堀江美都子（第39話〜）

- 片尾歌曲：「恋をした渚」 
  - 作词：雨宫雄儿、作曲：渡边岳夫、编曲：竹村次郎
  - 歌：佐佐木早苗（第1話〜第38話）、堀江美都子（第39話〜）

## 播出情況
日本
1970年7月6日～1971年9月27日
每周一19：00分～19：30→周四19：00～19：30→周一19：00～19：30
华语圈
該劇首先是香港的電視廣播有限公司中文電視台（無綫翡翠台）在1972年晚上時段播出，主角都改了華人化的姓名，例如：

速水鮎子：夏麗娟

速水理恵：夏綠萍

黒木进介：沈英傑

海门政美：海善美
中國改革開放後引入该剧1980年代在大陆播出，很受欢迎。

## 電視節目的變遷
| 香港無綫電視翡翠台 星期六 20:50/21:00－21:20/30 時段 | 香港無綫電視翡翠台 星期六 20:50/21:00－21:20/30 時段 | 香港無綫電視翡翠台 星期六 20:50/21:00－21:20/30 時段 |
| ---------------------------------------------------- | ---------------------------------------------------- | ---------------------------------------------------- |
|                                                      | 綠水英雌 （1972年5月6日－1973年8月11日）             |                                                      |
| 待查                                                 | 網球雙鳳 （1973年8月18日－1973年12月1日）            |                                                      |